# Shatranj

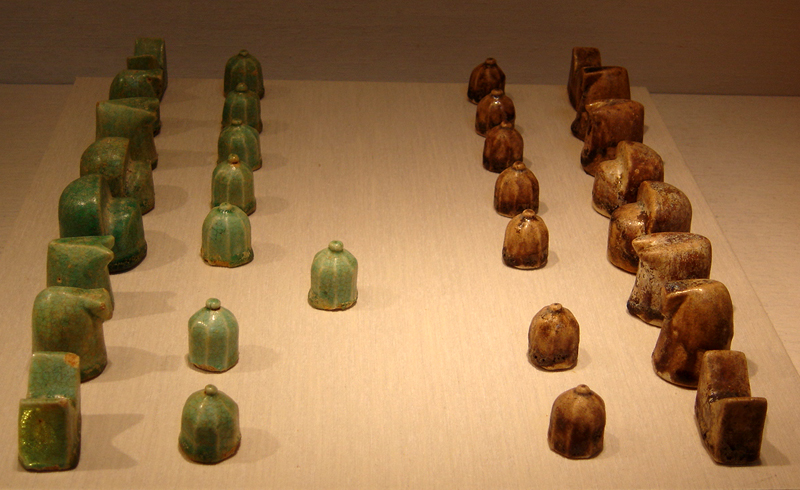

Shaṭranj è il nome che da secoli i Persiani danno all'antico gioco indiano degli scacchi.
La parola deriva dal sanscrito catur aṅga Chaturanga ("dai quattro ranghi").
Giunto dall'India in Persia già in periodo preislamico, da questo paese il gioco passò nel mondo arabo e in Occidente: in al-Andalus innanzi tutto. Era per lo più considerato dalla cultura islamica altamente educativo e formativo e, come tale, ha mantenuto intatta la sua popolarità fino ai giorni nostri.
Pur di grande successo e registrando consensi tra molti autorevoli dotti, non mancarono tuttavia critiche e reprimende degli ambienti moralistici musulmani, tra cui si può ricordare, ad esempio, Abū Manṣūr al-Thaʿālibī.